# Вальденбух
Вальденбух — немецкий город в районе Бёблинген земли Баден-Вюртемберг.
Подчинён административному округу Штутгарт. Население составляет 8705 человек (по состоянию на 2021). Занимает площадь 22,70 км2. Подразделяется на 5 городских районов. Официальный код - 08 1 15 048.
С 1930 года в Вальденбухе находится фабрика компании Alfred Ritter GmbH & Co. KG, производящая шоколад Ritter Sport.

## География
Вальденбух расположен на северной окраине Шёнбухского леса, в 16 км к югу от Штутгарта. Входит в состав историко-культурного региона Вюртемберг.

## Районы
| Район                          | Население |
| ------------------------------ | --------- |
| Исторический центр (Штадткерн) | 2965      |
| Калькофен                      | 3602      |
| Хазенхоф                       | 154       |
| Либенау                        | 1006      |
| Гласхютте                      | 697       |
| Вальденбух                     | 8424      |

## История
Первые упоминания о Вальденбухе датированы XIII веком (1296 год). Статус города получен в 1363 году. В XVI веке по приказу герцога Кристофа старая городская крепость была перестроена в охотничий замок. Во время Второй Мировой войны город пострадал от налёта союзнической авиации. Некоторое время входил в состав земли Вюртемберг-Баден.

## Культура

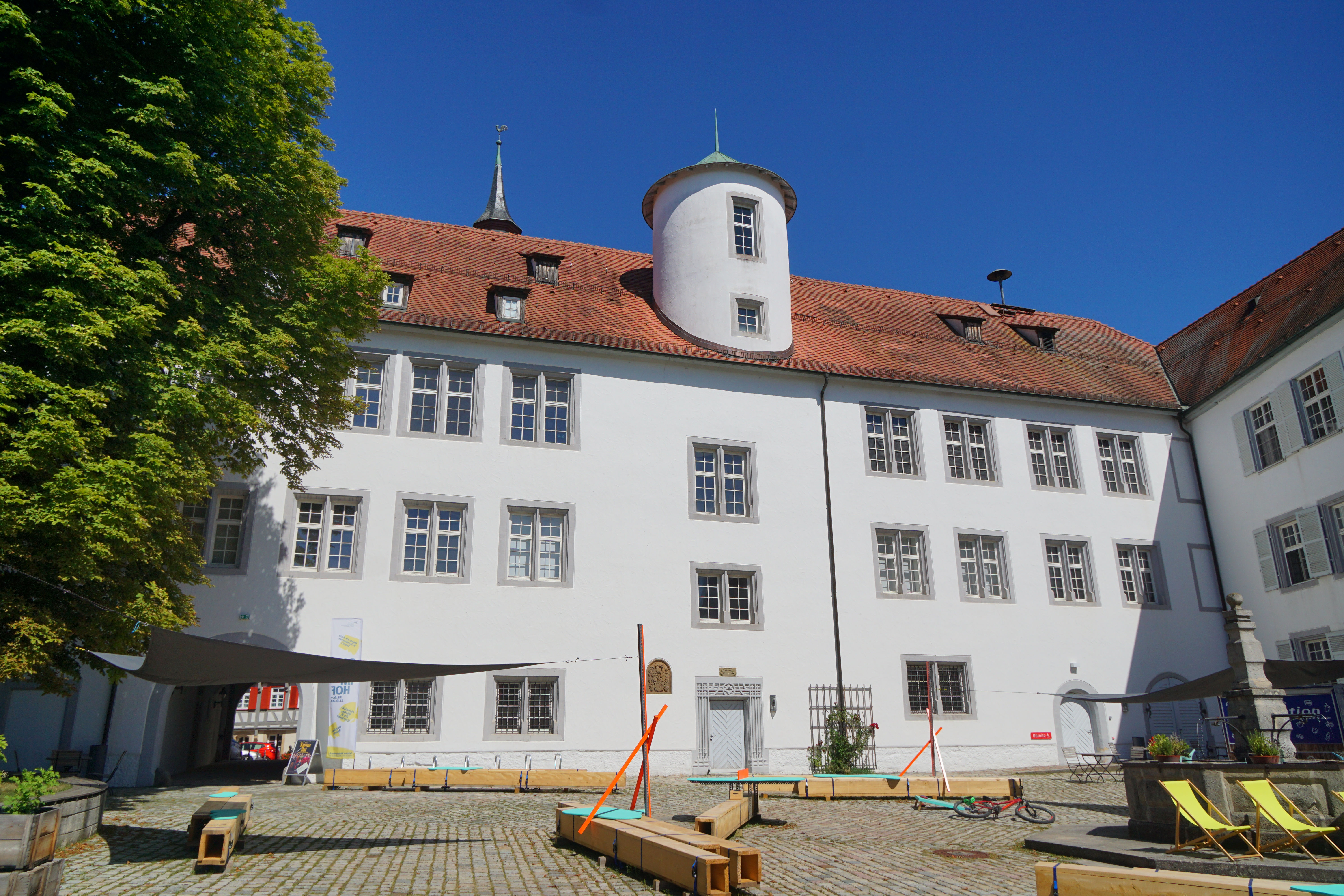
Вальденбухский замок

Среди достопримечательностей города заслуживают внимания Музей бытовой культуры (филиал Вюртембергского музея), находящийся в старинном охотничьем замке, средневековая евангелическая церковь св. Вита, музей Ritter Sport, а также хорошо сохранившаяся историческая застройка XVI-XIX веков. На лесном кладбище города сохранилось захоронение русских солдат времён Наполеоновских войн. 